# Michael Flowers
Michael Flowers (Southfield, Míchigan; 14 de enero de 1999) es un baloncestista estadounidense que pertenece a la plantilla del Antwerp Giants de la BNXT League. Con 1,85 metros de estatura, juega en la posición de base.

## Trayectoria deportiva

### Universidad
Jugó tres temporadas con los Western Michigan de la Universidad de Míchigan Occidental, en las que promedió 12,9 puntos, 2,8 rebotes y 2,5 asistencias por partido. Entró en el portal de transferencias tras la salida del entrenador Steve Hawkins al final de la tercera temporada.
Para su temporada senior fue transferido a los Jaguars de la Universidad del Sur de Alabama, Acabó promediando 21 puntos, 4,6 rebotes y 3,6 asistencias por partido, lo que le valió ser incluido en el mejor quinteto de la Sun Belt Conference y elegido debutante del año de la conferencia.
Optó por regresar a la universidad para una quinta temporada de elegibilidad, otorgada debido a la pandemia de COVID-19, y fue transferido a Washington State. Promedió 14,2 puntos, 3,2 rebotes y 3,4 asistencias por partido, y fue incluido en el segundo emjor quinteto de la Pac-12 Conference.

#### Estadísticas en la NCAA
| Año     | Equipo           | PJ  | PT  | MPP  | %TC  | %3P  | %TL  | RPP | APP | ROB | TPP | PPP  |
| ------- | ---------------- | --- | --- | ---- | ---- | ---- | ---- | --- | --- | --- | --- | ---- |
| 2017–18 | Western Michigan | 23  | 0   | 8.7  | .460 | .480 | .700 | 1.0 | .5  | .2  | .0  | 3.4  |
| 2018–19 | Western Michigan | 32  | 32  | 31.3 | .387 | .332 | .784 | 3.9 | 3.3 | .9  | .1  | 15.7 |
| 2019–20 | Western Michigan | 32  | 32  | 32.2 | .428 | .368 | .844 | 2.9 | 3.3 | .8  | .0  | 16.9 |
| 2020–21 | South Alabama    | 28  | 28  | 37.2 | .438 | .388 | .818 | 4.6 | 3.6 | 1.6 | .1  | 21.0 |
| 2021–22 | Washington State | 37  | 37  | 32.5 | .400 | .369 | .854 | 3.2 | 3.4 | 1.1 | .1  | 14.2 |
| Total   | Total            | 152 | 129 | 29.4 | .415 | .368 | .815 | 3.2 | 2.9 | .9  | .1  | 14.7 |

### Profesional
Tras no ser elegido en el Draft de la NBA de 2022, firmó con el VfL Kirchheim Knights de la ProA alemana. Promedió 16,9 puntos, 3,0 rebotes, 3,3 asistencias y 27,8 minutos en 33 partidos disputados.
El 2 de mayo de 2023 firmó con los Ottawa BlackJacks de la Canadian Elite Basketball League. Disputó 18 partidos, en los que promedió 10,5 puntos y 3,0 rebotes. El 15 de agosto regresó al VfL Kirchheim Knights.
El 2 de julio de 2024 fichó por el equipo belga del Antwerp Giants de la BNXT League.